# Soltemplet
Soltemplet (fransk originaltitel Le Temple du Soleil) er det fjortende album i tegneserien om Tintins oplevelser. Det er skrevet og tegnet af den belgiske tegneserieskaber Hergé og blev udgivet i 1949.
Albummet er den anden del af en historie, der startede i De 7 krystalkugler fra 1948. Historien handler om Tintin og hans ven kaptajn Haddock, som fortsætter deres jagt efter deres bortførte ven, professor Tournesol. De har hørt at Tournesol er ombord på et skib med kurs mod Peru og tager dertil. Her får de hjælp af indianerdrengen Zorino til at fortsætte rejsen og finde professor Tournesol. De finder en hemmelig inkacivilisation i Soltemplet og når akkurat at redde professoren og dem selv fra at blive brændt på bålet, ved hjælp af en solformørkelse, som de får inkaerne til at tro er deres værk.

## Nogle franske udgaver
- 1946-1948: Le Temple du Soleil, fortsat serie i Tintin nr. 1, 26. september 1946[1] – nr. 17, 22. april 1948.[2] De første 12½ side blev indsat som slutning af De 7 krystalkugler, skiftet mellem de to album sker på side 13 i Tintin nr. 13, 19. december 1946.[3]
- 1947-1949: Le Temple du Soleil, fortsat serie i Cœurs Vaillants nr. 48, 30. november 1947[4] – nr. 4, 23. januar 1949.[5]
- 1949: Les aventures de Tintin – Le Temple du Soleil, album fra Casterman, 62 tegneseriesider i farver.[6]
- 1988: Le Temple du Soleil – version originale, album fra Casterman, 75 tegneseriesider i farver.[7]

## Danske udgaver
Føljetoner
- 1952-1953: Soltemplet. Fortsat serie i Kong Kylie nr. 50, fredag 5. december 1952 – nr. 43, fredag 23. oktober 1953.
- 1958-1959: Soltemplet. Fortsat serie i Politiken nr. 349, torsdag 18. september 1958 – nr. 131, mandag 9. februar 1959.
- 1975-1976: Soltemplet. Fortsat serie i Århus Stiftstidende søndag 3. august 1975 – søndag 3. oktober 1976.
- 1993-1995: Soltemplet. Fortsat serie i Århus Stiftstidende søndag 31. oktober 1993 – søndag 22. januar 1995.
- ca. 1972: Tintin og soltemplet. Fortsat serie i Billed-Bladet.

Album
- 1960: Tintins oplevelser nr. 4 (gammel standardudgave). Soltemplet. Illustrationsforlaget. Genoptryk har ISBN 87-562-0037-4.[8]
- 1984: Tintins oplevelser (dobbeltbind) De syv krystalkugler & Soltemplet med ekstramateriale. Totalt 160 sider, indbundet. ISBN 87-562-2770-1.[9]
- 2006: Tintins oplevelser (retroudgave). Soltemplet. 2. udgave. Carlsen Comics, ISBN 978-87-626-7792-0. Fra 2. oplag, 2012, Cobolt, ISBN 978-87-7085-282-1.[10]
- 2008: Tintins oplevelser nr. 14 (minicomics). Soltemplet. Carlsen, ISBN 978-87-626-5637-6.[11]
- 2011: Tintins oplevelser (ny standardudgave). Soltemplet. Cobolt, ISBN 978-87-7085-446-7.[12]